# Livat på vischan
Livat på vischan är en amerikansk film från 1948 i regi av William D. Russell. Filmen var den sista Veronica Lake gjorde som kontrakterad hos filmbolaget Paramount.

## Handling
Systrarna Letty och Jane har svindlat pengar i New York, och bestämmer sig för att försöka ligga lågt i en småstad i Maine. De lyckas dock inte dölja pengarna vilket leder till att de motvilligt blir inblandade i ett välgörenhetsprojekt.

## Rollista
- Veronica Lake - Letty
- Joan Caulfield - Jane
- Barry Fitzgerald - Robbie McCleary
- George Reeves - Sam Stoaks
- William Demarest - Vern Tewilliger
- Beulah Bondi - Hester Rivercomb
- Chill Wills - Will Twitchell
- Kathryn Card - Martha
- Darryl Hickman - Jud Tewilliger